# یهر (روستا)
روستای یهر از توابع شهرستان دماوند واقع در استان تهران می‌باشد.

## زبان
مردم این روستا از قومیت طبری هستند و به زبان طبری دماوندی که گویشی از زبان مازندرانی می‌باشد صحبت می‌کنند.

## معنای لغوی
یهر. [ی َ هََ] (ترکی، اِ) زین برگ و ساز اسب. اوستام. یهرپوش؛ زین پوش. زین پوش اسب.

قلعه تیموری از آثار تاریخی شهرستان دماوند در شرقی‌ترین نقطه روستا واقع است. یهر در میان دره‌ها محصور است و عملاً در بالا کوه است و شکل زین اسب وار آن در حقیقت ریشه در نام آن دارد.